# Gregor von Valencia

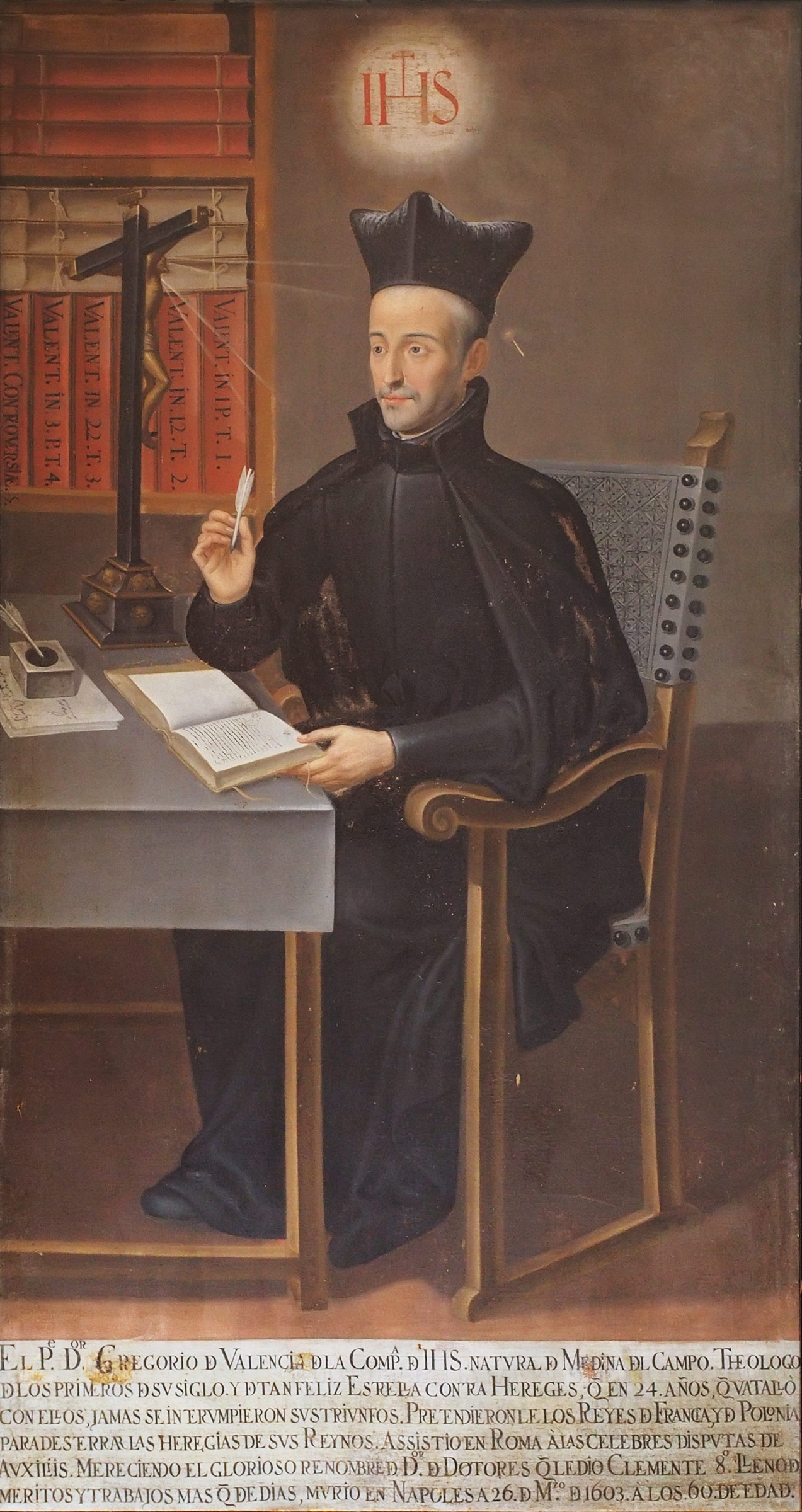
Pater Gregor von Valencia S.J.

Gregor von Valencia, oft auch Gregor de Valencia (* März 1549 in Medina del Campo, Kastilien; † 25. April 1603 in Neapel), war ein spanischer, lange Jahre in Bayern wirkender, katholischer Priester, Jesuit und Theologe.

## Biografie
Gregor von Valencia wurde im März 1549 geboren, in dem Jahr, als sein späterer Ordensbruder Petrus Canisius nach Deutschland kam. 1564 begann er das Studium der Philosophie, der Rechte und der Theologie an der Universität Salamanca, wo er am 12. Januar 1565 dem Jesuitenorden beitrat. 1565/66 absolviert Gregor sein Noviziat zu Medina und setzte 1566–68 sein Studium in Salamanca fort. Nach einem kurzen Aufenthalt in Valladolid kehrte er 1571 nach Salamanca zurück. Der junge Kleriker wurde stark geprägt von dem dort zur neuen Blüte gelangten Thomismus.
Noch im gleichen Jahr berief ihn der Ordensgeneral Francisco Borgia nach Rom, wo er am Jesuitenkolleg Philosophie unterrichtete. Nach seiner Priesterweihe und Borgias Tod sandte ihn dessen Nachfolger Everard Mercurian 1573 nach Deutschland. Zunächst setzte Gregor von Valencia seine Studien an der Universität Dillingen fort, wo er gleichzeitig auch lehrte. Im September 1573 wurde er hier Lizentiat, im Oktober 1575 folgte die Promotion.
Am 20. Oktober 1575 nahm Pater Gregor an der Universität Ingolstadt seine Vorlesungen als Professor für Dogmatik und Kontroverstheologie auf. Dieses Amt übte er 17 Jahre lang aus und trat den Lehrstuhl 1592 an seinen Schüler Jakob Gretser ab. Er hielt aber noch bis 1597 zeitweise Vorlesungen und fungierte auch als Dekan der Hochschule.
Gregor von Valencia wurde zu einem profunden Kenner der deutschen Verhältnisse. Er betätigte sich fleißig als Kontroversschriftsteller und antwortete auf die meisten protestantischen Publikationen seiner Tage. Seine bedeutendste derartige Schrift, eine speziell auf Deutschland zugeschnittene Zusammenfassung all seiner theologischen Darlegungen, ist das Buch Analyse des katholischen Glaubens (Analysis fidei catholicae), erschienen 1585 in Ingolstadt. Dort vertritt er bereits damals die Unfehlbarkeit des Papstes und seine Ausführungen wurden rund 300 Jahre später, im Ersten Vatikanischen Konzil bei der Definition des Dogmas teils wörtlich übernommen. Das Buch erlebte 1932 eine Neuauflage in zeitgemäßer deutscher Sprache, herausgegeben von dem Krautheimer Pfarrer Franz Steffan. Schriftstellerische Hauptleistung Pater Gregors bleiben jedoch die 4 Bände Commentarii theologici in Summam S. Thomae Aquinatis, durch welche er das Studium der theologischen Scholastik auf deutschem Boden wieder neu verankerte.

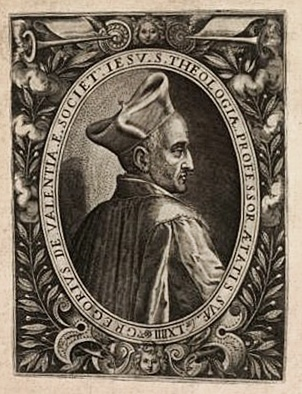
Porträtstich, publiziert 1603 in einem seiner Werke

In seiner Ingolstadter Zeit wählte ihn der dort seit 1587 studierende, spätere Kurfürst, Maximilian I. zu seinem Beichtvater und Seelenführer. Auch dessen Vater Wilhelm V. suchte öfter den Rat des bekannten Theologen. So beispielsweise in der Streitfrage, ob es trotz kanonischen Zinsverbotes in gewissen Fällen erlaubt sein könne Zinsen zu nehmen. Diesbezüglich reiste Gregor von Valencia 1581 mit dem Ordensprovinzial Paul Hoffäus (1522–1608) nach Rom, um an ordensinternen Beratungen über die vieldiskutierte Frage teilzunehmen. Pater Gregor kam zu dem Schluss, dass 5 % Zins für Leihkapital, aufgrund eines beiderseits kündbaren Rentenvertrages, zulässig seien. Diese Auffassung verbreitete sich schnell und wurde von Herzog Wilhelm V. 1583 zum bayerischen Gesetz erhoben. Als der Herzog 1590 der theologischen und juristischen Universitätsfakultät einige Fragen über das Hexenwesen vorlegte, riet Gregor von Valencia in einem Gutachten zur Beibehaltung der Hexenprozesse, was jedoch kein besonderes Engagement in dieser Materie belegt, sondern lediglich den damals allgemein herrschenden Anschauungen entsprach. Sein Schüler Adam Tanner wurde einer der Vorkämpfer gegen die Hexenverfolgung.
Pater Gregor hatte 1582 Kaiser Rudolf II., 1591 Herzog Wilhelm V. und 1593 den Erbprinzen Maximilian auf Reisen begleitet, 1594 wurde er im Auftrag der Universität zum Reichstag nach Regensburg entsandt.
Papst Clemens VIII. berief den von ihm sehr geschätzten Jesuiten, den er auch als „doctor doctorum“ bezeichnet hatte, 1598 als Studienpräfekten und Dozenten der Theologie ans Collegium Romanum. Dies bedeutete eine Auszeichnung für seine Person und eine Anerkennung seiner Theologie. Der Pontifex holte ihn 1602 in die Prüfungskommission zur Untersuchung des komplizierten Streits über das Wesen der wirksamen Gnade. Hier verteidigte Gregor von Valencia, vor der Kommission und dem Papst, der zur Klärung eine feierliche Disputation unter seinem Vorsitz anordnet hatte, die Ansichten seines Ordensbruders Luis de Molina.
Den Ausgang des schwierigen und kräfteraubenden Verfahrens erlebte der Pater nicht mehr.
Er begab sich zur Erholung nach Neapel, wo er am 25. April 1603 starb.

## Neuzeitliche Würdigung

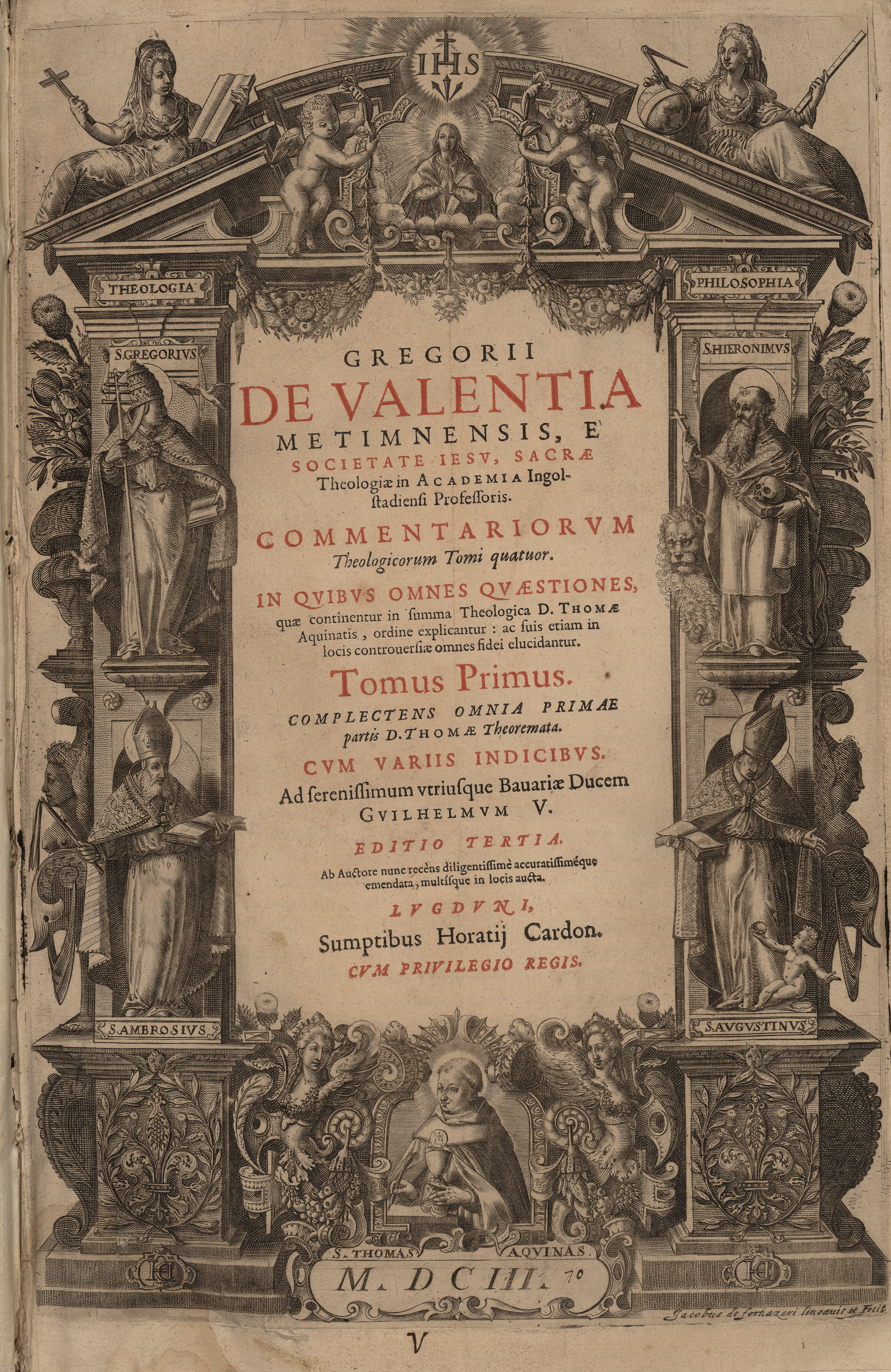
Commentarii theologici, 1603

Siegfried Hofmann, führender Historiker Ingolstadts, bezeichnete Gregor von Valencia als den bedeutendsten deutschen Theologen in dem Jahrhundert nach dem Konzil von Trient, ebenso beschreibt ihn das Biographisch-Bibliographische Kirchenlexikon von Traugott Bautz. Martin Grabmann nennt ihn den „Restaurator der Theologie in Deutschland“. Der Historiker Martin Mulsow hält Gregor von Valencia für einen der großen Dogmatiker seiner Zeit und er schreibt diesbezüglich: „Zuvor hatte man sich nach Padua oder Rom orientieren müssen, jetzt konnte man in Ingolstadt moderne Theologie hören.“ (Biographisches Lexikon der Ludwig-Maximilians-Universität).